# 그자비에 피카르
그자비에 피카르(프랑스어: Xavier Picard, 1962년 ~ )는 프랑스의 애니메이터이다. 2014년작 《무민 더 무비》를 감독했다.

## 출연 작품
- 원숭이 왕자의 여행 (2019)
- 무민 더 무비 (2014)
- 이상한 가족 (2005)
- 마르셀리노 (2001)